# Adansi South District
Der Distrikt Adansi South (bis 2003 Teil des Distrikts Adansi West) ist einer von 21 Distrikten der Ashanti Region in Ghana. Er hat eine Größe von 1.380 km² und ca. 129.325 Einwohner. Der Adansi South District grenzt an die Distrikte Amansie East, Obuasi Municipal und Adansi North und liegt seinerseits am südöstlichen Rand der Ashanti Region an der Grenze zur Central Region. Er entstand im Jahr 2003 aus dem ehemaligen Distrikt Adansi West, der neben dem Distrikt Adansi North auch Adansi South hervorbrachte.
Die Hauptstadt New Edubiase liegt etwa 92 km südlich von Kumasi, der Hauptstadt der Ashanti Region, an der Straße zwischen Kumasi und Cape Coast.

## Sehenswürdigkeiten
Die Fauna und Flora des Distrikts, insbesondere die acht Waldreservate sowie die Wasserfälle bei Nyamkomasu, Tewobaabi und Adansi Kenya stellen Sehenswürdigkeiten im Distrikt dar. In Planung sind ein Krokodilschutzgebiet und ein Wildtierreservat. 
Jährlich wird im Distrikt das Afahye Festival in New Edubiase und Bodwesango gefeiert.

## Wirtschaft
Angebaut werden überwiegend Ananas, Cashew, schwarzer Pfeffer, Tomaten, Eierfrüchte (Gardeneggs) und Pilze. Ferner bestehen optimale Bedingungen für den Anbau von Palmöl, Zitrusfrüchten, Kakao und Kaffee. Der überwiegende Teil des Distrikts ist von dichtem Regenwald bedeckt. Hier finden sich acht Waldschutzgebiete, die sich über insgesamt 178 km² erstrecken.
Der nordwestliche Teil des Distrikts ist über dem Ashanti-Goldgürtel gelegen, einem an Bodenschätzen, insbesondere Gold, reichen Gebiet. In Mim, Hwediem, Asokwa, Appiakrom, Nyamkomase und Fumso Ketewa sollen reiche Gold- und Diamantenvorkommen liegen. In Asokwa wird ferner von reichen Lagerstätten von Sand und Lehm berichtet.

## Orte mit mehr als 5000 Bewohnern
| - Akrofuom - Mensonso - Odumasi - Ampunyase - Apagya | - Atobiase - Birim Aboe - Adansi Praso - Akansiren - Wuruyiye |

## Wahlkreise
Im Distrikt ist nur ein Wahlkreis ausgewiesen. Für den Wahlkreis New Edubiase wurde Ernest Kofi Yakah von der Partei National Democratic Congress (NDC) ins Parlament gewählt. 